# Szemölcsevő szöcske
A szemölcsevő szöcske (Decticus verrucivorus) a fürgeszöcskék családjába tartozó, Eurázsiában honos szöcskefaj.

## Megjelenése
A szemölcsevő szöcske 2,2–4,5 centiméter hosszú, egyike a legnagyobb hazai „éneklő” egyenesszárnyúaknak. Teste zömökebb, mint a zöld lombszöcskéé. Színezete sárga, zöld vagy barna, de minden esetben sötét foltokkal. Az alsótest világosabb, általában sárga. Hosszú tojócsöve gyengén felhajlik. Szárnyai messze túlérnek a potrohon, a nőstényeknél viszont csupán a hosszú tojócső közepéig. Szárnyain legtöbbször négyzet alakú, sötétbarna foltok láthatók. A rovar kiválóan képes repülni, amit veszély esetén meg is tesz. A hangképző szervek, mint általában a fürgeszöcskéknél, az elülső szárnyakon helyezkednek el, és úgy működnek, mint egy fésű, amelyet valami éles szegélyen végighúznak. Csápja mintegy testhosszúságú. Az elülső lábszárak belső oldalán 4 tüske van. A hátulsó lábpáron a combok hosszúak, jelentékenyen megvastagodtak, a lábfejek tőízén pedig két jellegzetes, mozgatható sarokfüggelék található.

### Hasonló fajok
A tőrös szöcske és a zöld lombszöcske hasonlít rá 

## Előfordulása
A szemölcsevő szöcske elterjedési területe egész Európa és Ázsia, Szibériáig. Észak felé egyre ritkább. Az Alpokban 2000 méter magasságig feljut. Magyarországon országszerte elterjedt, helyenként gyakori. Állományai az intenzív mezőgazdasági művelés következtében erősen csökkennek.

## Életmódja
A szemölcsevő szöcske nedves és száraz rétek, dúsabb legelők, ligeterdők lakója, de szántókon és fenyéreken is előfordul. Környezetével szemben kevéssé igényes, de leggyakrabban alacsony füvű hegyi réteken látható. A hímek éneke hangos és átható. A lárvák és az imágók egyaránt apró rovarokat fogyasztanak, növényi anyagokat csak ritkán esznek. Korábban a szemölcs irtására használták, mert azt hitték, hogy a harapást követően kibocsátott barna váladéka elmulasztja a szemölcsöt.

## Szaporodása
A szemölcsevő szöcske párzási időszaka június–szeptember között zajlik le. Cirpelését, amely éles „cik” hangok egymásutánjából áll, csak a forró déli órákban hallhatjuk. Jóval élesebb hangzású, mint a zöld lombszöcske cirpelése. Párosodáskor a hím a nőstény alatt helyezkedik el. Az utóbbi petéit (mintegy 50-et) erős, kard alakú tojócsövével egyenként helyezi a földbe. Petézés céljára laza talajt keres, de ha ilyen nincs, képes akár keményre taposott talajba is belefurkálni. Az embrionális fejlődés másfél évet vesz igénybe.

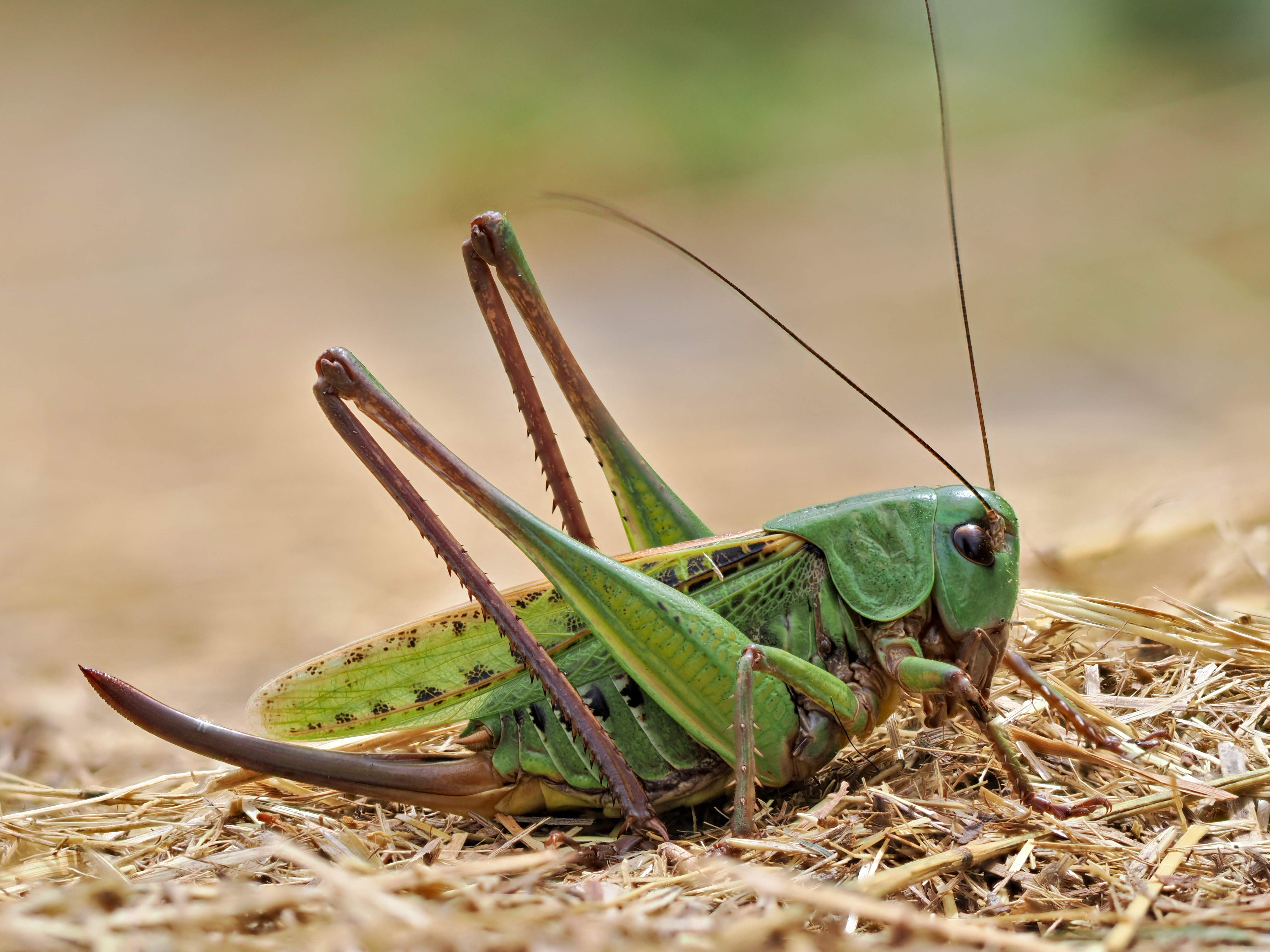
Nőstény
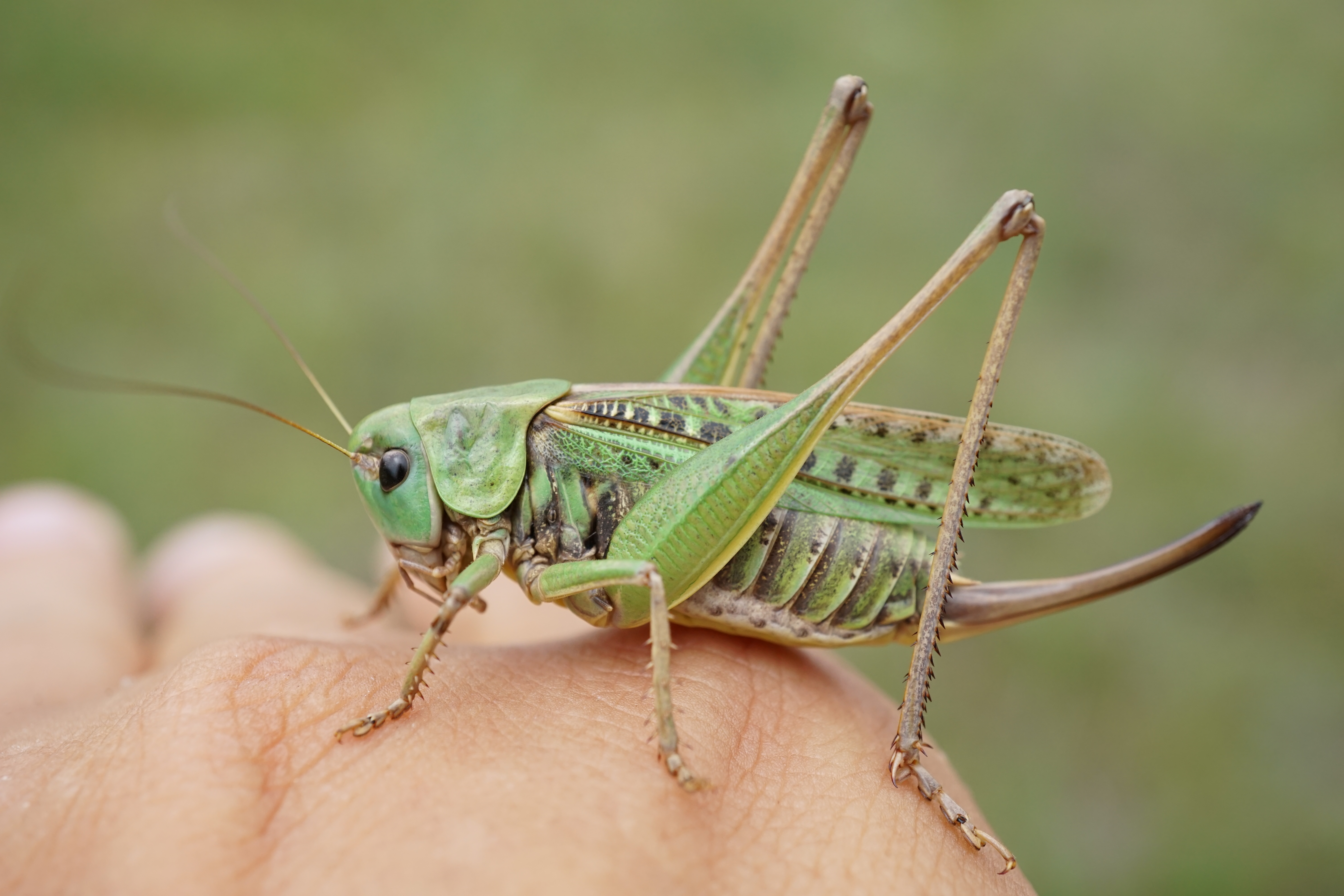
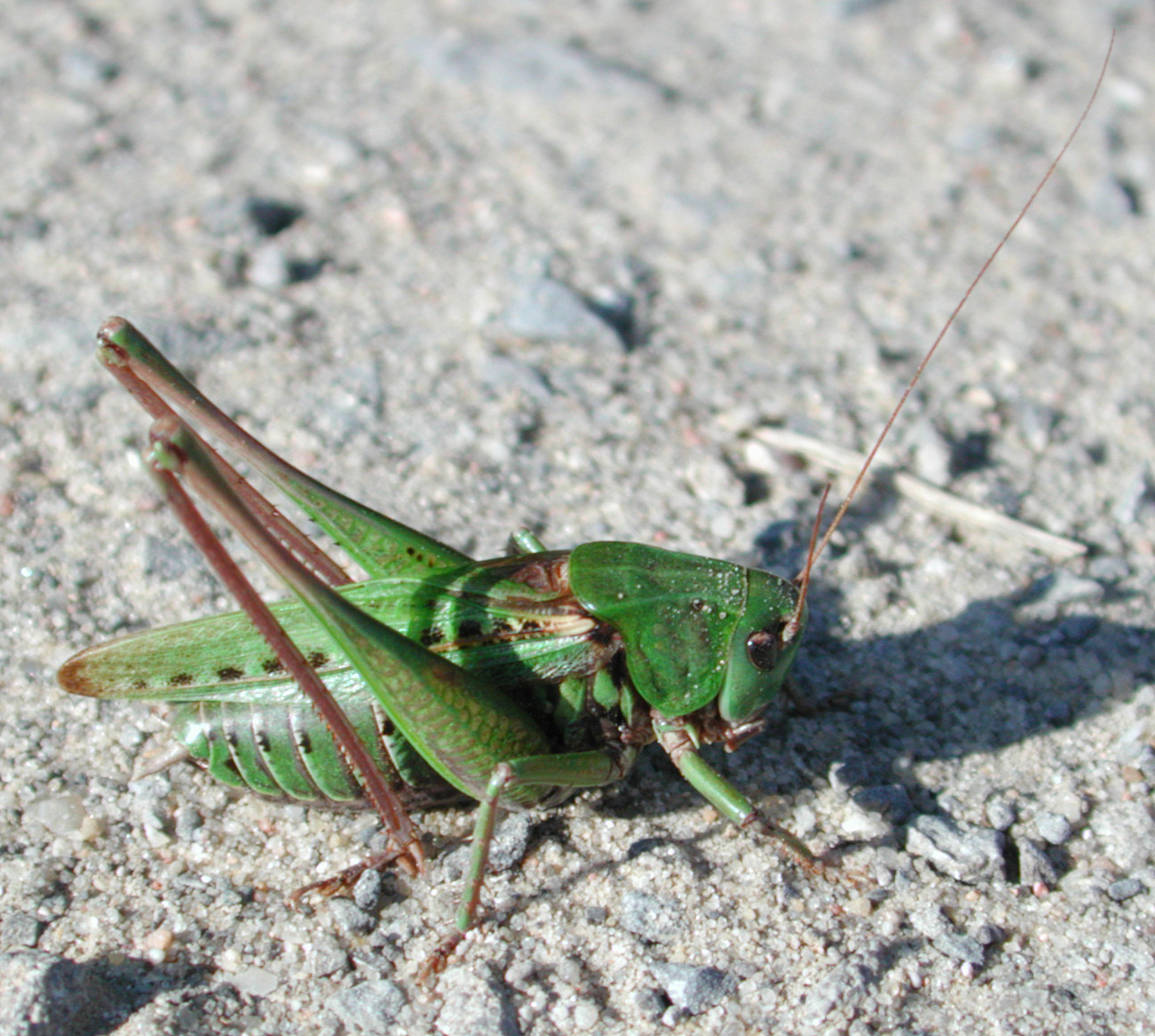
Hím
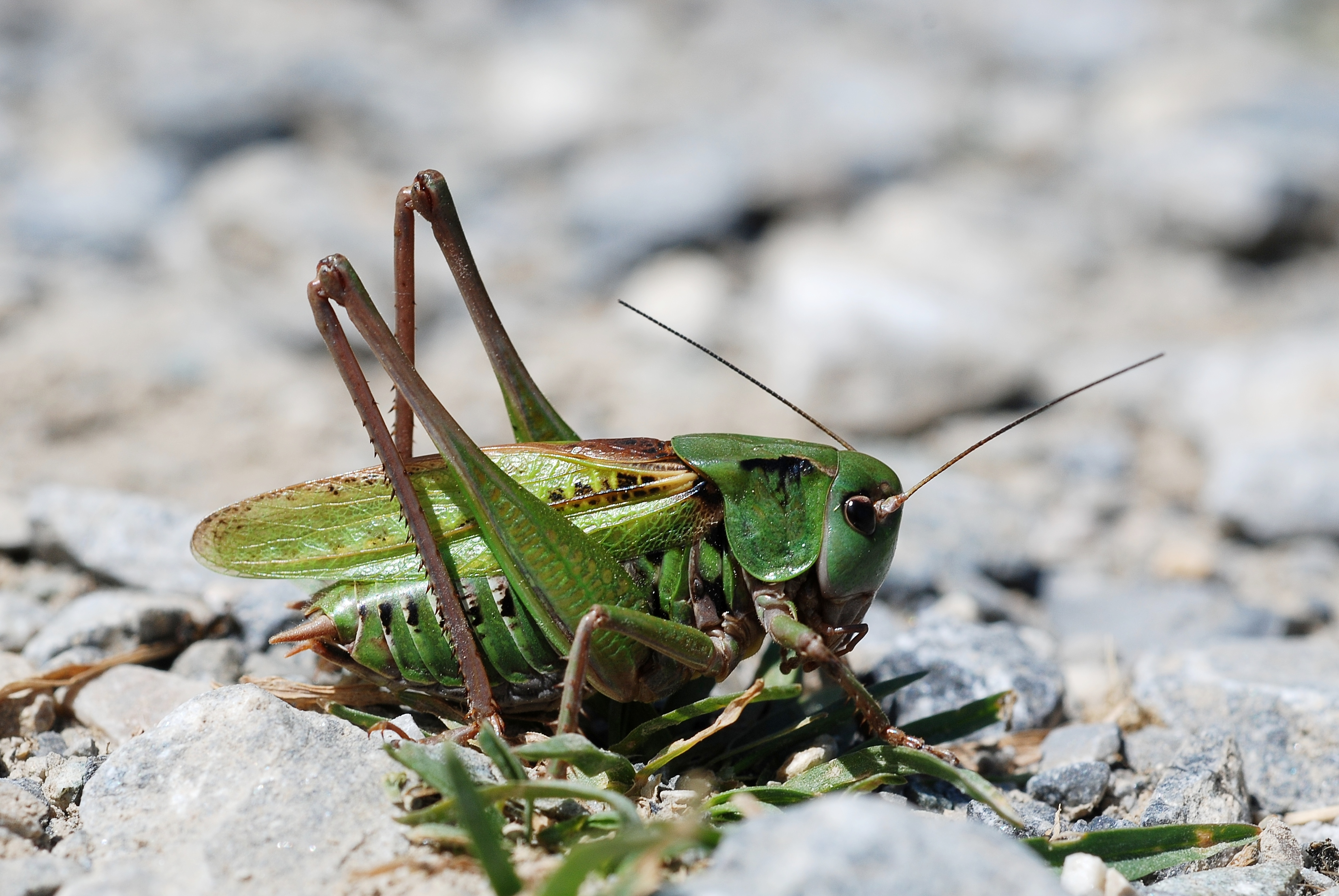
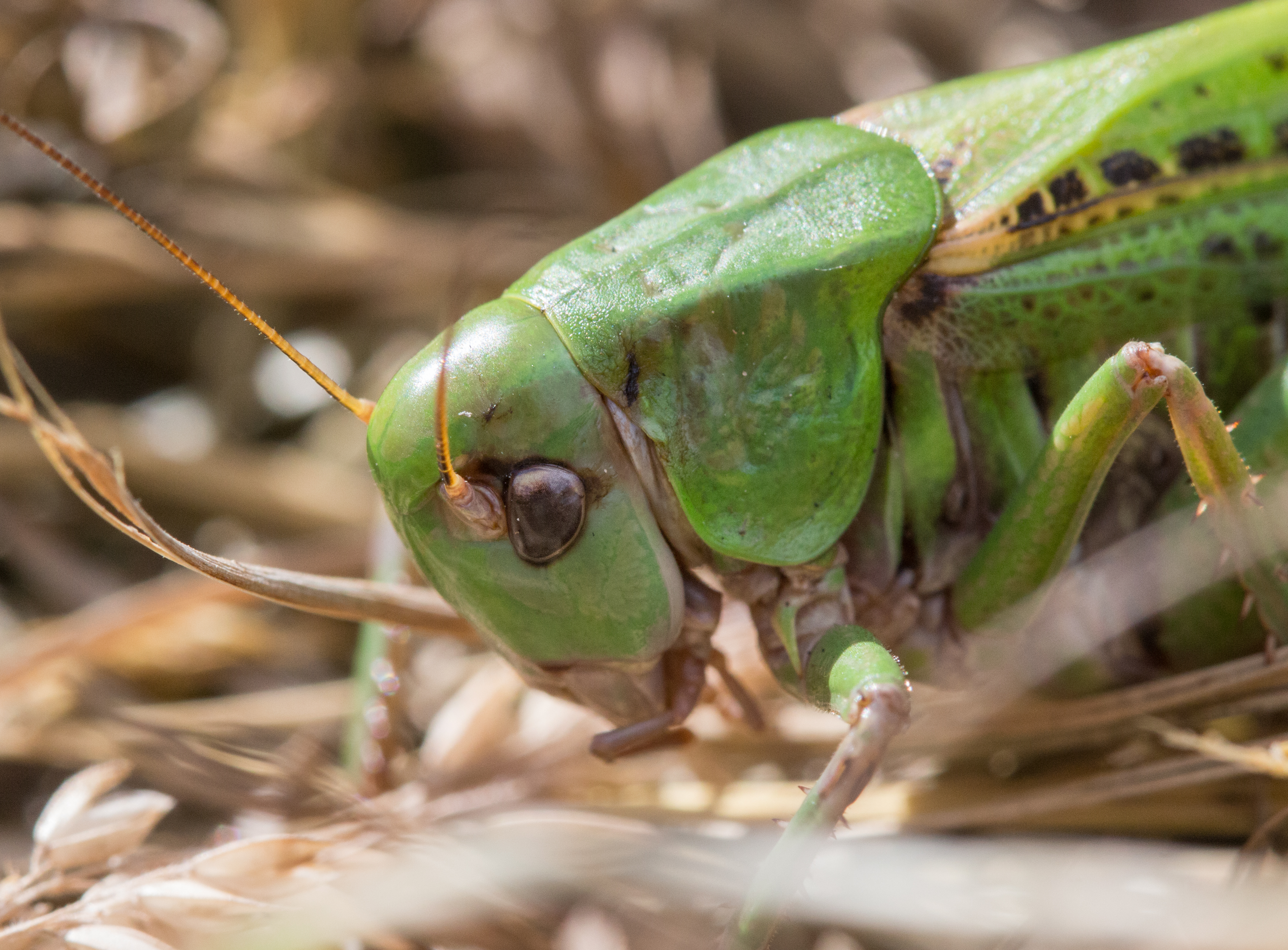